# Accidente Radiológico de Lia
El Accidente Radiológico de Lia comenzó el 2 de diciembre de 2001, con el descubrimiento de 2 fuentes huérfanas de radiación, cerca de la Presa de Inguri, en el distrito de Tsalenjikha, en el país de Georgia. Tres aldeanos de Lia fueron expuestos sin su conocimiento. Los tres hombres resultaron heridos, uno de los cuales finalmente murió. El accidente ocurrió a causa de núcleos de generadores termoeléctricos de radioisótopos sin etiquetar, que fueron incorrectamente desmantelados y abandonados en la época soviética. La Agencia Internacional de Energía Atómica llevó a cabo operaciones de recuperación y atención médica organizada.

## Las fuentes

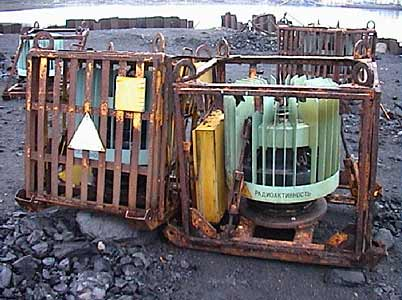
GTRs energizados por estroncio-90, en estado decaído. Similares a los del accidente de Lia, sin embargo, los núcleos de los generadores de Lia eran todo lo que quedaba, y no tenían el marco de acero ni las aletas de calor. Solamente se hallaban los núcleos sin etiquetar, los cuales eran cilindros metálicos de color grisáceo, que contenían el material radioactivo en su interior.

A principio de los 80, una serie de relés de radio fueron montados en la Presa de Inguri, que se encontraba en construcción Los relés estaban en un territorio remoto sin acceso a la electricidad, por lo que fueron energizados con una serie de ocho generadores termoeléctricos de radioisótopos (GTRs) fabricados en 1983. Cada GTR era de tipo Beta-M, energizado por estroncio-90, y contenían alrededor de 1295 a 1480 Terabequerelios de radioactividad. Sin embargo, la construcción de la presa se detuvo, ya que la independencia de Georgia de la Unión Soviética estaba a punto de suceder. Las estaciones y los GTRs, con el tiempo, fueron perdidos y olvidados. Dos de ellos se redescubrieron en 1998, sin ningún herido. Dos más se encontraron en 1999 y nuevamente, no hubo heridos ni exposiciones significativas. Dos más fueron descubiertos en 2001, que fueron los que causaron el accidente. Los últimos 2 equipos todavía no se han descubierto. Las fuentes no fueron marcadas o etiquetadas, y habrían sido despojadas de sus marcos protectores. Eran relativamente pesados para su tamaño, pesando entre 8 a 10 kilogramos (18-22 libras), a pesar de medir solo 10cm x 15cm (3.9 pulgadas x 5.9 pulgadas). Luego de su descubrimiento, se determinó que la radiación emitida en la superficie de las fuentes era de 4.6 Sieverts (Sv) por hora. Para tener referencia, recibir una dosis de cuerpo completo de 5 Sv tiene un 50% de chances de ser letal. La dosis original en los tiempos de la construcción de la presa se estima que era mucho mayor, pero se han reducido en casi un 40% debido al decaimiento radioactivo. La dosis actual recibida por hora sería mucho menor a menos que se toque físicamente la fuente, ya que la radiación disminuye proporcionalmente a la distancia.

## El accidente
Tres ciudadanos de Lia (designados luego como pacientes 1-DN, 2MG y 3-MB por la OIEA) condujeron 45 a 50 kilómetros (28 a 31 millas) hacia un bosque que costeaba la reserva de la presa Inguri para abastecerse de leña. Condujeron cuesta arriba sobre un camino casi intransitable durante un clima de nieve invernal, y descubrieron 2 objetos parecidos a frascos grandes, cerca de las 6 p. m. Alrededor de estos frascos no había nieve, y el piso emitía vapor. El paciente 3-MB recogió uno de los frascos e inmediatamente lo dejó caer, ya que estaba muy caliente. Al decidir que era muy tarde para conducir de regreso, y viendo la aparente utilidad de los objetos como fuentes de calor, los hombres resolvieron mover las fuentes a una corta distancia entre sí y montar tiendas alrededor de ellas. El paciente 3-MB usó un alambre para recoger una de las fuentes y la cargó hasta un afloramiento rocoso que serviría como refugio. Los otros pacientes encendieron una fogata, y luego los pacientes 3-MB y 2-MG trabajaron juntos para mover la otra fuente hacia el mismo lugar. Cenaron y tomaron una pequeña cantidad de vodka, mientras se mantenían cerca de las fuentes. A pesar de la pequeña cantidad de vodka ingerido, los tres hombres vomitaron al poco tiempo de haberlo consumido, lo cual era el primer signo de síndrome de radiación aguda, unas tres horas después de la primera exposición. El vómito se volvió severo y duró toda la noche, lo que llevó a un corto tiempo de descanso. Los hombres usaron las fuentes para mantenerse calientes durante la noche, posicionándolas cerca de sus espaldas y a una distancia tan corta como de hasta 10 centímetros (3.9 pulgadas). Al día siguiente, los pacientes 1-DN y 2-MG cargaron las fuentes sobre sus espaldas mientras colocaban leña en el vehículo. Se sintieron extremadamente cansados en la mañana y solo cargaron la mitad de la leña que pensaban llevar. Regresaron a casa esa misma tarde.

## Consecuencias

### Médicas
El 4 de diciembre, el paciente 2-MG visitó a un médico local, pero no mencionó la misteriosa fuente de calor, por lo que el doctor asumió que había sido una simple borrachera. El tratamiento resultante, sin embargo, sí mejoró los síntomas. El 15 de diciembre, los pacientes 1-DN y 2-MG desarrollaron ardor y picazón sobre sus espaldas, donde la fuente de radiación había tenido contacto. El paciente 1-DN también perdió su voz, pero no buscó atención médica por tal motivo. La esposa del paciente 3-MB y el hermano del paciente 2-MG se dieron cuenta de que los tres hombres compartían los mismos síntomas, incluyendo una alarmante descamación, especialmente sobre sus espaldas. Inmediatamente solicitaron consejo a la policía, quienes les sugirieron que los tres hombres busquen ayuda médica. Los tres pacientes fueron finalmente hospitalizados el 22 de diciembre y se determinó que padecían Síndrome de Radiación Aguda (SRA). El paciente 3-MB fue dado de alta el 23 de enero de 2002, ya que sus heridas eran leves. Los otros dos pacientes permanecieron en condición crítica, y el gobierno de Georgia solicitó ayuda a la OIEA para tratarlos. LA OIEA intervino: El paciente 1-DN fue enviado al Centro Médico Biofísico Federal de Burnasyan, en Moscú, y el paciente 2-MG fue enviado al Hospital Militar de Percy, en París. El paciente 2-MG fue hospitalizado por más de un año, y necesitó extensivos injertos de piel, pero sobrevivió y fue dado de alta el 18 de marzo de 2003. Las heridas del paciente 1-DN perduraron. Recibió la mayor dosis de exposición sobre su espalda, como así también daños a su corazón y otros órganos vitales. Una gran úlcera de radiación se formó en la mayor parte del lado izquierdo de su espalda. A pesar de los cuidados intensivos, los constantes antibióticos, múltiples cirugías y un intento de injerto de piel, la herida nunca sanó. Su condición se complicó por una tuberculosos, que impidió un tratamiento eficaz de su herida pulmonar. Su salud también se veía debilitada por un pasado de uso de drogas. A pesar del cuidado excepcional, desarrolló una sepsis y murió por fallas cardíacas el 13 de mayo de 2004, 893 días luego de la primera exposición.

### Dosis
Se estimaron las dosis de radiación recibidas por los hombres de distintas maneras, pero era claro que el paciente 2-MG había recibido la mayor de todas. En el cuadro de abajo, las dosis están medidas en grays. Una dosis de cuerpo completo de 10 Gy es 99% fatal. Una dosis de 6 Gy es 50% fatal con tratamiento, y una dosis de 2 Gy es 5% fatal con tratamiento. Las dosis localizadas, especialmente en los lugares donde los pacientes desarrollaron úlceras de radiación, podrían haber sido mucho mayores. El paciente 1-DN, a pesar de recibir una dosis de cuerpo completo totalmente tratable (2.8 a 5.4 Gy), recibió una dosis localizada sobre su hombro de unos 21 a 37 Gy, lo que eventualmente produjo su muerte. En el gráfico debajo, hay algunas incertidumbres respecto a las mediciones. El método de curva de calibración se basa en asumir tiempo, distancia y velocidad de exposición. Son cercanas a las mediciones obtenidas por mutación cromosómica, a través de análisis de sangre observados por el laboratorio Citogenético de Georgia. También se incluyen las dosis calculadas por el método Dolphin, que usa un detector sutilmente diferente. No se encontraron otras personas en el área que hayan sido expuestas.
| Paciente | Cálculos de Curvas de Calibración | Cálculos del Método Dolphin | Mediciones del laboratorio de Citogenética de Georgia | Mediciones del laboratorio de Citogenética de Georgia usando el método Dolphin |
| -------- | --------------------------------- | --------------------------- | ----------------------------------------------------- | ------------------------------------------------------------------------------ |
| 1-DN     | 3.1                               | 5.4                         | 2.8                                                   | 3.0                                                                            |
| 2-MG     | 4.4                               | 5.7                         | 3.3                                                   | 4.3                                                                            |
| 3-MB     | 1.3                               | 1.9                         | 1.2                                                   | 2.3                                                                            |

### Recuperación de las fuentes
El día después de hospitalizar a los pacientes, las autoridades de Georgia intentaron hallar las fuentes de radiación sospechadas de haber causado el accidente, pero un mal clima impidió que alcanzaran el lugar. El 29 de diciembre, intentaron nuevamente y pudieron dar con el lugar exacto, en el cual se grabó evidencia videográfica. El 4 de enero de 2002, el gobierno de Georgia apeló a la OIEA para solicitar ayuda. Un primer intento de recuperación de las fuentes se hizo dos días después, pero nuevamente falló debido al mal clima. Se inició una misión para recaudar información sobre cuál era el mejor método para recuperar las fuentes y su naturaleza. Los contenedores estaban construidos extremadamente bien, para prevenir la pérdida del material radioactivo bajo todas las condiciones salvo las más extremas. Habían sobrevivido más de una década abandonados en el bosque y no habían perdido nada de su material radiactivo. El peligro de radiación se hallaba en el hecho de que había radiación ionizante escapando de ellos. Por esta razón, la OIEA tenía intenciones de esperar hasta la primavera para recuperar las fuentes, pero las preocupaciones en los residentes llevaron al gobierno de Georgia a adelantar lo más posible el proceso de recuperación. Una operación de rescate tácticamente difícil fue llevada a cabo con éxito el 2 y 3 de febrero de 2002.
La misión de recuperación tuvo varios contratiempos, siendo el clima invernal el mayor de ellos. El pueblo de Potskho Etseri se usó como base de operaciones. Se construyó para tal fin un contenedor especial recubierto con 25 centímetros (9.8 pulgadas) de plomo y con un peso de 5.5 toneladas métricas. Se modificó un viejo camión militar para cargar el contenedor. Se crearon herramientas especiales para manipular las fuentes y colocarlas dentro del contenedor. Un grupo de 41 personas se organizaron en turnos para movilizar las fuentes, en las que cada una no pasaba más de 40 segundos cerca de ellas. Al final, solo se necesitaron 24 personas para manipular las fuentes, y solo esas 24 recibieron dosis significativas de radiación. Las dosis recibidas por los trabajadores fueron monitoreadas, y se detectó que la dosis más alta no sobrepasaba los 1.16 mSv, igual a menos del 10% de la dosis de una tomografía computada. Las fuentes fueron recuperadas con éxito y cuidadosamente escoltadas por la policía hacia un depósito permanente. Las dosis recibidas en el transcurso de la colocación de las dosis en el camión y el cerrado de la tapa contenedora fue mayor de lo esperado, debido a una lona que cubría el camión. El clima implacable había impedido su remoción y actuó como escudo que reflejó y difuminó la radiación hacía los empleados. La OIEA también declaró que un mejor diseño de herramientas y una mayor cantidad de empleados que pudieran haber ayudado con las maniobras habrían hecho el proceso más veloz y seguro. Más allá de eso, la OIEA considera la recuperación de las fuentes como un éxito que no tuvo mayores percances de seguridad.

## Análisis

El símbolo internacional para la radiación ionizante, claramente ausente sobre las fuentes huérfanas.

El reporte final de la OIEA concluyó que la mayor causa del accidente fue que las fuentes se encontraban sin marcar o etiquetar, y que su peligro no podía conocerse. También desaprobó severamente el abandono ilegal de las fuentes en un principio. El reporte hizo hincapié en la importancia del conocimiento básico de las heridas por radiación en los médicos clínicos, y solicitó incrementar los programas para concientizar a los doctores sobre los signos de sobre-exposición a la radiación. El médico clínico que atendió por primera vez al paciente 2-MG falló en tratar debidamente sus heridas (también debido a la omisión del paciente 2-MG de mencionar las fuentes huérfanas), lo que provocó que se demore un tratamiento adecuado por casi 3 semanas.
Entre la caída de la Unión Soviética y el 2006, la OIEA recuperó unas 300 fuentes huérfanas en Georgia, muchas de ellas perdidas u olvidadas en sitios militares e industriales abandonados luego del colapso económico tras la ruptura soviética.